# Paramesochra pterocaudata
Paramesochra pterocaudata is een eenoogkreeftjessoort uit de familie van de Paramesochridae. De wetenschappelijke naam van de soort is voor het eerst geldig gepubliceerd in 1936 door Kunz.